# رالف رانغنيك
رالف رانغنيك (تُلفظ بالألمانية: [ralf raŋnɪk]؛ مواليد 29 يونيو 1958) هو مدرب كرة قدم محترف ألماني، ومدير رياضي، ولاعب سابق، وهو المدرب الحالي لمنتخب النمسا.

## مسيرته التدريبية

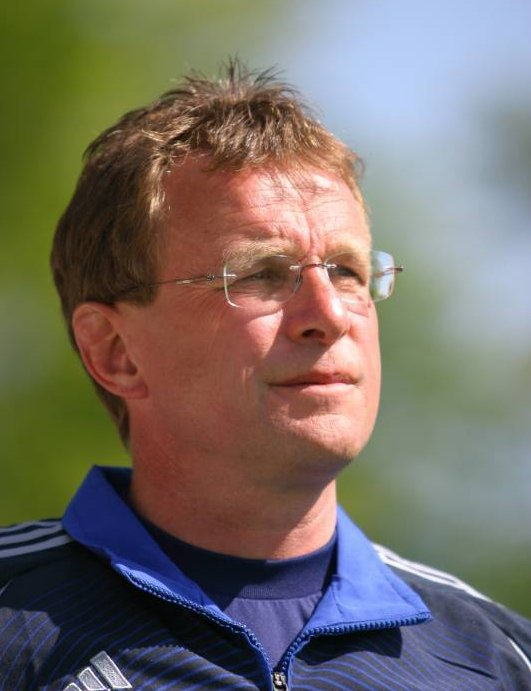
رالف رانغنيك

### مانشستر يونايتد
أعلن مانشستر يونايتد يوم 29 نوفمبر 2021، عن تعيين رالف كمدرب مؤقت للفريق إلى نهاية الموسم، على أن يستمر رانغنيك كاستشاري لعامين.

## الأعمال الخيرية
في عام 2018، أسس رانجنيك مؤسسة رالف رانغنيك التي تهدف إلى دعم الأطفال في نموهم وتمكين شخصياتهم من الازدهار

## الإنجازات

### كمدرب
إس إس في أولم 1846
- الدوري الإقليمي الجنوبي: 1997–98

شتوتغارت
- الدوري الألماني تحت 19 سنة: 1990–91
- كأس إنترتوتو: 2000

هانوفر 96
- الدوري الألماني الدرجة الثانية: 2001–02

شالكه 04
- كأس ألمانيا: 2010–11؛ الوصيف: 2004–05
- كأس السوبر الألماني: 2011
- كأس الدوري الألماني: 2005

آر بي لايبزيغ
- كأس ألمانيا الوصيف: 2018–19

## وصلات خارجية
- رالف رانغنيك على موقع قاعدة بيانات كرة القدم.إي يو (الإنجليزية)
- رالف رانغنيك على موقع بيانات كرة القدم. دي إي (الألمانية)
- رالف رانغنيك على موقع Soccerbase.com (مدرب) (الإنجليزية)
- رالف رانغنيك على موقع Soccerway.com (الإنجليزية)
- رالف رانغنيك على موقع عالم كرة القدم.نت (الإنجليزية)